# ピート・ラウス
ピーター・ミカミ・ラウス（Peter Mikami Rouse、日本姓：三上、1946年4月15日 - ）は、アメリカ合衆国の政治コンサルタント。バラク・オバマ大統領の首席補佐官（臨時代理）を務めた。日系2世たる母親を持つ、日系アメリカ人3世である。
連邦議会にてキャリアを積み、トム・ダシュル民主党上院院内総務の首席補佐官を務めていた際の精力的な活動から、（上院議員の定員100名にちなんで）101番目の上院議員と呼ばれ知られるようになる。2004年の連邦議会選挙においてダシュルが落選し議席を失うと、同選挙で初当選を果たしたばかりの新人上院議員だったバラク・オバマから説得を受け、オバマの首席補佐官に転じた。
その後、2008年の大統領選挙でオバマが当選したことに伴って、2009年に大統領上級顧問としてオバマと共にホワイトハウス入りした。2010年10月にシカゴ市長選挙に出馬するため退任したラーム・エマニュエルの後を受けて、臨時に大統領首席補佐官職を兼任した。

## 生い立ち
1946年4月15日、コネチカット州ニューヘイヴンにおいて、ベンジャミン・アーヴィングとメアリー・うた夫妻の間に生まれる。両親は共にイェール大学で教職に就いており、父・アーヴィングは人類学を、母・メアリーは、大学内の研究所で東洋言語を、それぞれ教えていた。
母方の祖父である三上五朗は、1885年に東京府からサンフランシスコに移住し、1910年に一時帰国した際に結婚して再度渡米し、1915年にアラスカ州に定住した人物である。第二次世界大戦勃発直前に三上一家は、ロサンゼルスに移ったが、戦争の勃発と同時にアリゾナ州の強制収容所に送られることとなった。因みに母は、幼少期を日本語のみで過ごしていたという.。
1968年にコルビー大学を卒業し、その際に歴史学の学士号を得ている。その後は、1970年にロンドン・スクール・オブ・エコノミクスで修士号を、1977年にハーバード大学ケネディスクールで行政学修士号をそれぞれ取得している。

## 政界での経歴
ラウスは政界、特に連邦議会で議員スタッフとして働いてきた経歴が長く、1971年に初めて連邦議会入りしたのを皮切りに、議員スタッフとして30年以上の経験を有している。「ワシントン・マンスリー」 (The Washington Monthly) 誌のエイミー・サリヴァン (Amy Sullivan) 記者によれば、その豊富な知識や能力から（上院議員の定員100名にちなんで）「101番目の上院議員」として知られるようになった。

## ダシュルのスタッフとなるまで
1971年に、ジェームズ・アブレズク下院議員（民主党・サウスダコタ州第2選挙区選出）のスタッフとなり、連邦議会入りを果たす
。アブレズクのスタッフとなった際に最初に与えられた仕事は、ネイティヴ・アメリカンに関連した問題だったという。
その後、アブレズクが1973年に上院へ鞍替え当選を果たした後も、引き続きアブレズクの下で働いた。この当時、ラウスは立法担当補佐官であったが、この時共に立法担当補佐官を務めていたのが、のちに長年にわたって首席補佐官として仕えることになるトム・ダシュルであり、両者は2年余りの間共に働き、親交を結んだ。
その後、アブレズクが1978年の中間選挙に出馬することなく引退すると、ラウスも一度連邦議会を離れ、テリー・ミラーアラスカ州副知事（共和党）の首席補佐官となる。ミラーは、ラウスが仕えてきた政治家の中では唯一の共和党員であり、1983年までのおよそ4年間にわたって首席補佐官職を務めた。
ミラー副知事の首席補佐官を辞任した後は、再びワシントンD.C.に戻り、1984年には当時イリノイ州第20選挙区選出の下院議員を務めていたディック・ダービン議員（民主党・のちに上院議員に転じ、現在は上院民主党院内幹事）の首席補佐官に就任、ダシュルの下で働くようになる1985年までの約1年間ダービンに仕えた。

## ダシュルのスタッフとして
1985年、ラウスはダービン議員の下を離れ、当時下院議員（サウスダコタ州全州選挙区選出）を務めていたダシュルのスタッフとなる。その後、1986年の中間選挙でダシュルが上院への鞍替え当選を果たすとその首席補佐官に就任、以降2004年の選挙でダシュルが落選し議席を失うまでの19年にわたってダシュルの下で働き、彼の事務所を切り盛りした。この間ダシュルは、1994年から落選に伴って議席を失った2005年1月までのおよそ11年間にわたり、上院民主党のリーダーである院内総務を務めた。
2001年10月15日に、ハート上院議員会館にあったダシュルの議員事務所に炭疽菌入りの郵便物が送り付けられる事件が発生した際（アメリカ炭疽菌事件）、警察に当該郵便物が送られてきたことを通報したのはラウスである。ちなみにこの時、ダシュル事務所のスタッフ20人が検査で陽性と判定されたが（死者は出ず）、ラウスがその中に含まれているかどうかは定かではない。

## オバマ上院議員のスタッフとして
2004年11月の連邦議会選挙においてダシュルが落選した後、ラウスは当初引退を計画していた。しかし同月、リチャード・ゲッパート下院議員のスタッフなどを務めていたカサンドラ・ブッツ（のちにオバマ政権下で、大統領次席法律顧問やミレニアム・チャレンジ・アカウント計画最高責任者付上級顧問を歴任）から、当時イリノイ州から上院選に出馬・当選を果たしたばかりであったバラク・オバマを紹介される。ブッツとオバマはハーバード・ロー・スクール時代の同窓生・友人であり、彼女の仲介でオバマと面会したラウスは、オバマ本人から直接説得されたこともあり彼の下で働くことを決断、首席補佐官に就任した。
首席補佐官に就任した当初、ラウスの主な仕事はその連邦議会での豊富な経験・知識を活かし、新人上院議員であったオバマに上院における政治の「いろは」を教えサポートすることだった。オバマの上院議員1年目には、同僚のデイヴィッド・アクセルロッドやロバート・ギブズと共に「戦略計画（「ザ・ストラテジック・プラン」，“The Strategic Plan”）」というメモを作成し、上院議員としてどう活動していくべきかをまとめた指針とした。このメモは、後にオバマと2008年の大統領選挙で民主党指名候補の座をめぐって争うことになるヒラリー・ローダム・クリントンが上院議員に就任する際に取り入れた指針を参考にしたものである。
この指針をもとにオバマは議員活動を進めていき、ラウスもそれをサポートしていくこととなる。上院議員在任中のオバマの立法活動や投票行動については、前述の指針も含め、ラウスの助言・アドバイスに依るところが大きいとされる。
例えばオバマは、国民が政府の歳出状況について簡単に調べることができるグーグル型の検索エンジン・データベースを構築する法案を、共和党保守派のトム・コバーン上院議員（オクラホマ州選出）と共同で提出・成立させたり、当時の上院外交委員会委員長で、共和党穏健派の重鎮でもあるリチャード・ルーガー上院議員（インディアナ州選出）とは、ソビエト連邦の崩壊などの際に所在不明となった旧ソ連の対空ミサイルなどの兵器を発見・処分する活動への資金援助増額案など兵器不拡散問題において連携しているが、これらの行動はラウスの共和党議員との連携を強化するべきとの助言に基づくものとされる。
また、身内である民主党議員とは極力対立を避け連携を深める方向性をとっており、その例として、2007年1月に成立した上院政治倫理改革法案の成立過程での動きが挙げられる。倫理規制の強化は、民主・共和の党の別を問わず多くの上院議員たちにとっては非常にシビアな問題であったため、相当の抵抗・反発が予想された。このため、リード院内総務を筆頭とする上院民主党指導部は、マコーネル院内総務ら共和党指導部と協議を重ねた上で、超党派的な賛成を得やすいやや緩やかな内容の法案をリード院内総務自らが提出・成立を図ることを目指していた。しかし、政治倫理改革を強力に進めたいと考えていたオバマは、当初ロバート・ギブズに強く勧められたこともあり、「法案の内容が弱すぎる。」として反対しようと考えていたが、一方でラウスは「このような政治的に微妙な問題で、いたずらに他の議員を刺激することは得策ではない。」と考えており、この立場からオバマにアドバイスを与えた。このラウスのアドバイスもあり、最終的にオバマは上院民主党指導部、特にリード院内総務とあからさまに対立・批判することを避け、同調するラス・ファインゴールド上院議員（ウィスコンシン州選出）とともに多数の修正条項を盛り込むという方策をとった。